# Islas Piloto Pardo
Als Islas Pilot Pardo (spanisch für Kapitän-Pardo-Inseln) wird in Chile der nordöstliche Teil der Südlichen Shetlandinseln bezeichnet. Zu dieser Inselgruppe gehören Elephant Island, Clarence Island, Aspland Island, Gibbs Island, O’Brien Island, Cornwallis Island, Rowett Island, die Seal Islands sowie weitere kleinere Inseln.
Namensgeber der Gruppe ist Luis Pardo Villalón (1882–1935),  Kapitän des Dampfschiffes Yelcho, mit dem die 22 auf Elephant Island gestrandeten Teilnehmer der Endurance-Expedition (1914–1917) des britischen Polarforschers Ernest Shackleton gerettet wurden.